# Руэллия раскидистая
Руэллия раскидистая (лат. Ruellia patula) — многолетние субтропическое травянистое растение из семейства акантовые (Acanthaceae), аборигенный вид для тропических и субтропических регионов Южной и Центральной Америки, который был интродуцирован в Южную и Юго-Восточную Азию.

## Ботаническое описание
Многолетнее низкорослое травянистое растение, достигающие высоты 30 до 60 см. Побеги тонкие, ветвистые, распростёртые или приподнимающиеся.
Листья супротивные, овальные или продолговатые, слабоопушённые, длиной до 7 см.
Цветки одиночные или собраны в небольшие соцветия, воронковидные, тёмно-синие или сиреневые, диаметром до 3–4 см. Цветение обильное, продолжающие с весны до осени. 
Плод — удлинённая коробочка, содержащая несколько семян.

## Экология и распространение
Предпочитает хорошо освещённые, открытые участки: поля, опушки лесов, нарушенные земли и обочины дорог.
Засухоустойчива и может успешно расти на бедной почве. Благородя самосеву и вегетативному размножению, может быстро распространяться. В ряде регионов считается инвазивным видом.

## Использование

### Декоративное растение
Растение ценят за декоративность и простоту в уходе, поэтому оно часто используется в озеленении в регионах субтропиков и тропических лесов. Выращивается как почвопокровное растение или в подвесных горшках-кашпо.

### Традиционная медицина
Ценится в традиционной медицине из-за отваров и настоев листьев, но, как утверждают научные источники, эффективность ограничена.

## Размножение
Размножение семенами и черенками. Семена легко прорастают при комнатной температуре от 20 °C, особенно если это связано при предварительном замачивании. Черенки укореняются в течение 2–3 недель во влажной почве или воде